# João de Nully
João de Nully (em francês: Jean de Neuilly ou Nully) foi um cavaleiro franco de Nully que tornou-se o primeiro barão de Passavante no Principado da Acaia. A data de sua morte é desconhecida.

## Vida
João de Nully é geralmente considerado como filho de Vilaino de Nully, um nativo de Nully e nativo íntimo do historiador Godofredo de Vilearduin. João não tomou a cruz até 1218, e chegou ao Peloponeso provavelmente não antes de 1220. Lá, estabeleceu a fortaleza de Passavante ou Passava — uma corruptela de "passe avant", provavelmente um grito de guerra ou lema da família Nully, contudo é também encontrado como um topônimo no nordeste da França — nas montanhas entre a península de Mani e a planície da Lacônia. O castelo tornou-se a sede da Baronia de Passavante, com quatro feudos cavalheiriços. Foi militarmente importante, uma vez que vigiou os maniotas e os habitantes eslavos do Monte Taigeto, e Nully foi nomeado marechal hereditário da Acaia.
O historiador Karl Hopf sugeriu que João foi sucedido por outro barão de mesmo nome, João II, mas esta conjectura foi rejeitada por Antoine Bon. João de Nully casou-se com uma irmã do barão de Ácova Gualtério de Rosières e teve uma única filha: Margarida de Passavante, a herdeira de Passavante e Ácova. Margarida foi enviada para Constantinopla como um hóspede, contudo, e pelo tempo que retornou ao Peloponeso em ca. 1275, Passavante havia caído para os bizantinos e Ácova foi confiscada pelo príncipe da Acaia Guilherme II de Vilearduin. Ela foi capaz apenas de reclamar um terço de Ácova após um longo processo legal.